# .ba
.ba (ba é derivado do código ISO 3166-1 alfa-2) é o código TLD (ccTLD) na Internet para a Bósnia e Herzegovina.